# Obłóg
Obłóg – cienki płat drewna (rodzaj forniru) używany przy produkcji płyt stolarskich. Używa się go także jako podkład pod okleinę przy produkcji mebli oraz do profilowania dużych powierzchni drewnianych, które pod wpływem „pracy” drewna odkształcają się. Kładzie się go wtedy poprzecznie do słoi drewna lub, jeżeli płyta jest klejona z kilku desek, to poprzecznie do miejsc klejonych, a następnie pokrywa estetycznym fornirem.
Obłóg powstaje najczęściej w wyniku skrawania obwodowego. Wytwarza się go z drewna miękkiego. Grubość obłogów to najczęściej od 1 do 3 mm. 
Obłóg jest wykorzystywany m.in. do budowania jachtów żaglowych. W tej technologii były budowane m.in. jachty klasy korsar.